# 巨人馬場
巨人馬場（日語：ジャイアント馬場，1938年1月23日—1999年1月31日），本名馬場正平，日本職業摔角選手，也是讓職業摔角運動流行於日本的關鍵人物之一，與另一位摔角手安東尼奧·豬木齊名。

## 生平
生於日本新潟縣三條市的馬場正平，因為身高209公分，求學期間就極為受日本運動界矚目。高中畢業後，加入巨人棒球隊，為巨人二軍中的王牌投手。
因為在二軍中表現出色，1957年正式升為一軍，成為日本棒球界空前的高身高職業選手，背號59號。不過僅登板3次(先發1次)，就某次在宿舍浴室因貧血昏倒不慎撞上玻璃窗，造成左手中指與無名指的永久性傷害而不得不在1960年從棒球界引退，隨即加入由力道山領導的日本職業摔角協會，並於同年九月出道，正式成為職業摔角選手。而後前往美國摔角界發展，挑戰各種頭銜。
因為手刀極為厲害，且以「壞蛋」與「巨人馬場」（日語為）角色，在美國摔角界意外受歡迎。之後成為第49代NWA世界摔角冠軍，該冠軍亦為東方人首次獲得。
1960年代，從美國回日本發展摔角的巨人馬場，將美國摔角引進日本，並以十六文踢，手刀等表演，讓日本接受美式摔角。一般來說，與安東尼奧·豬木並稱為日本職業摔角的真正啟蒙者，並稱日本兩大摔角明星，兩人的搭檔「BI砲」(B、I分別為馬場、豬木的日文羅馬拼音第1個字母)紅極一時。兩人也曾多次單打交手，均由馬場獲勝。然因日本職業摔角協會內部經營運問題，豬木被日本職業摔角協會放逐，於是馬場與豬木反目成仇。豬木認為自己被馬場背叛，馬場則是要大家看清楚到底誰才是背叛者。之後一直到過世為止，馬場不曾再對這件事情發表過意見。
巨人馬場1960年代以來一直就活躍於摔角界，並以憨厚怪物形象，很受日本歡迎。其中運動迷多為中年男子與小孩。
1972年，巨人馬場脫離日本職業摔角協會，於10月22日成立全日本職業摔角。當決定退出日本PRO時曾被問及是否會加入安東尼奧·豬木早先成立的新日本職業摔角，馬場回應自己無法接受其他團體的摔角風格，退出日本PRO是為了成立新團體。
巨人馬場經營全日本時，基本上全日本一切事情都是馬場說的算，選手跟行政人員只要照馬場說的去做就可以。於是所謂的「董事會」，實際上並沒有召開幾次。
1981年，三澤光晴剛入門時巨人馬場即給予70,000日圓月薪(當時新人選手月薪為50,000日圓)，並且後來讓三澤成為第2代虎面，當時已經發現三澤的摔角資質。
1990年，全日本發生以天龍源一郎為主的選手大量退團轉戰SWS的事件，巨人馬場立刻讓剛脫掉虎面面具的三澤光晴、川田利明、田上明、小橋健太、菊地毅等選手以超越當時的招牌選手巨無霸鶴田為目標，組成超世代軍。後來田上受到鶴田指名為搭檔而轉為鶴田軍(或稱全日本正規軍)。
1992年與小橋健太搭檔參加世界最強雙打決定聯盟戰，獲得第4名。
1992年巨無霸鶴田因肝病無法再擔任主秀選手，1993年川田利明脫離超世代軍，和田上明組成聖鬼軍之後，全日本進入「四天王」(三澤光晴、川田利明、田上明、小橋健太)時期，秋山準急速成長後與四天王並列「五強」，此時全日本的票房來到最鼎盛的時期。巨人馬場曾對三澤說，自己總算也變成一個有錢人了。
1993年與1994年連續2年與多年來的宿敵史坦·漢森搭檔，參加世界最強雙打決定聯盟戰，均獲得第2名。
1999年1月31日，巨人馬場因大腸癌轉移到肝臟造成肝功能衰竭而去世。因為去世時還沒引退，後來同年5月2日東京巨蛋大會為其舉辦引退儀式。
巨人馬場由於本身和藹可親的性格和憨厚的形象，深受摔角迷歡迎。故其去世後，全日本立刻在地方大會出現票房衰退的情況。
巨人馬場於日本國之外的體壇仍頗有名氣，例如台灣。因為1960年代臺灣無線電視剛起步時，臺灣電視台節目多有放映日本摔角。因此馬場於台灣相當出名。迄今台灣的中老年以上民眾，偶仍以馬場來稱呼高大壯碩的男人。除此之外，1997年馬場還受到台灣Z頻道的邀請，和三澤光晴、小橋健太一同到台灣挖掘「台灣馬場」。
為了配合巨人馬場較高大的身形，全日本的擂台繩圈跟柱子有比較高一點。

## 性格
私下會要求選手穿襯衫時下擺需紮進褲子內，受到馬場的影響，當時全日本或是曾經加入過全日本的選手，穿襯衫時下擺幾乎都會紮進褲子內。不過秋山準剛入門沒紮時曾回說：「馬場先生，現在這樣穿是流行啊。」
很有識人之明，會針對不同的人用不同的方式給建議。如對田上明會直接當面講，但對川田利明則會透過旁人轉達。
熱愛練習，而且不會刻意做給別人看，是在別人看不到的地方練習，如在膝蓋退化之前幾乎不搭電梯。
川田利明認為只要還在世，無論是否繼續參與團體經營，全日本與NOAH分裂事件都絕對不會發生。